# Søren Alfred Jensen
Søren Alfred Jensen, född 22 maj 1891, död 16 maj 1978, var en dansk gymnast.
Jensen tävlade för Danmark vid olympiska sommarspelen 1912 i Stockholm, där han var med och tog silver i lagtävlingen i svenskt system. 